# Dackehallen
Die Dackehallen ist eine Eissporthalle in der schwedischen Stadt Tingsryd, Kronobergs län. In der Halle trägt der Eishockeyclub Tingsryds AIF seine Heimspiele aus. Die Halle wurde 1969 eröffnet und bietet Platz für 3650 Zuschauer.

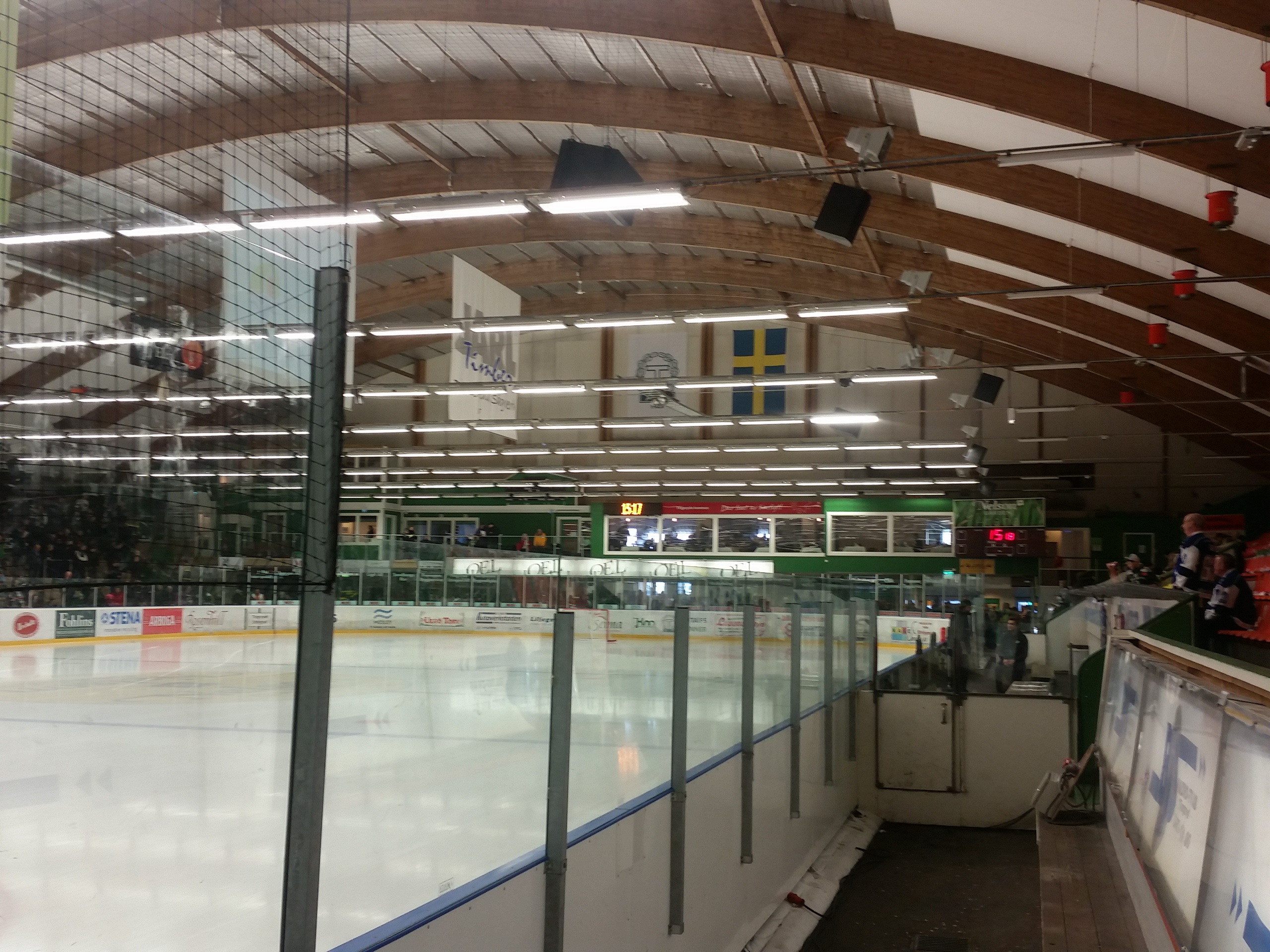
Innenansicht 2016

Die Halle gehört der Gemeinde Tingsryd. Im Sommer 2010 wurde an einer der Schmalseite ein Sitzbereich sowie Stehbereich für Auswärtsfans eingebaut. Auf der anderen Schmalseite wurde ein Restaurant ergänzt. Die Erweiterung wurde im Zusammenhang mit dem Aufstieg von Tingsryds AIF in die HockeyAllsvenskan durchgeführt. Am 7. September 2011 wurde die Dackehallen in Nelson Garden Arena umbenannt, nachdem der TAIF und Nelson Garden einen Fünfjahresvertrag bezüglich des Namenssposonrings unterzeichnet hatten. Im August 2022 lief der Sponsorenvertrag aus und die Halle erhielt wieder ihren alten Namen.